# Gelegenheitsjob
Gelegenheitsjob (aus Gelegenheit und englisch job, „kurzfristige Arbeit“) ist in der Wirtschaft der Anglizismus für eine nur kurzfristige Beschäftigung, die keine besondere Berufsausbildung oder Qualifikation erfordert und der Erzielung eines Erwerbseinkommens dient.

## Allgemeines
Gelegentlich bedeutet in diesem Zusammenhang eine zeitlich befristete Tätigkeit (z. B.: Ferienjob) oder eine in unregelmäßigen Abständen ausgeübte Arbeit (z. B.: Studentenjob). Dieser Definition zufolge bedürfen Gelegenheitsjobs, anders als Nebenjobs, keiner hauptberuflichen Tätigkeit der Person, stehen aber auch nicht im Widerspruch dazu. Das essentielle Zuordnungskriterium ist die Unregelmäßigkeit. Im allgemeinen Sprachgebrauch werden die Begriffe aber auch synonym verwendet.
Die Abgrenzung des Jobs vom Gelegenheitsjob besteht darin, dass beim Job meist eine gewisse Berufsausbildung oder Qualifikation erforderlich ist, so dass beim Gelegenheitsjob eine Personaleinführung nicht notwendig ist (englisch learning by doing). Ein Job kann über Jahre ausgeübt werden, der Gelegenheitsjob dauert lediglich wenige Stunden oder Tage.

## Arten
Typische Gelegenheitsjobs sind insbesondere Babysitter, Bote, Erntehelfer, Fahrer, Hilfsarbeiten, Pförtner, Reinigungskraft, Saisonarbeit, Türsteher oder Zeitungsbote. 

## Etymologie
Das Wort Gelegenheitsjob (Plural Gelegenheitsjobs) war bis 2006 nicht im Duden enthalten. Ab 2006 wurde dann der Begriff erstmals mit „Gelegenheitsarbeit“ in den Duden aufgenommen, da der Anglizismus „Gelegenheitsjob“ zu dieser Zeit nur in Verbindung mit einer neu etablierten Jobbörse für Nebenjobs (in Kooperation mit der Bundesagentur für Arbeit) unter dem Namen Gelegenheitsjobs.de in der elektronischen Kommunikation verwendet wurde. 2007 wurde das Wort durch die Häufigkeit der Suchanfragen im Internet und vermehrter Anglizismen wie „Minijob“ oder „Gleitzonenjob“ redaktionell in den Duden aufgenommen.